# Alysia exigua
Alysia exigua är en stekelart som beskrevs av Charles Thomas Brues 1910. Alysia exigua ingår i släktet Alysia och familjen bracksteklar. Inga underarter finns listade i Catalogue of Life.